# Oli de nou de noguer

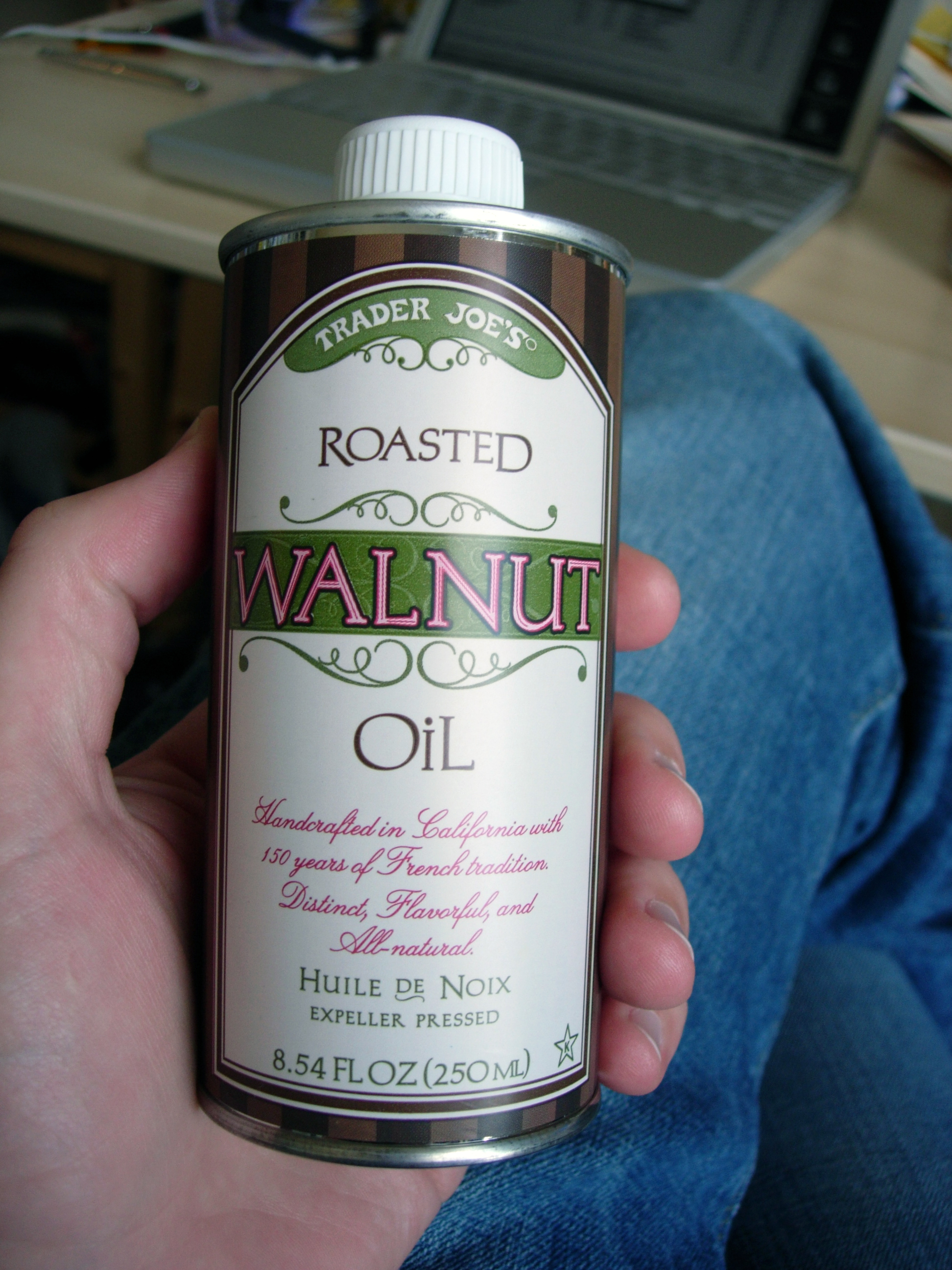
Oli de nous de Califòrnia

L'oli de nous (en anglès:Walnut oil') és un oli extret de les nous del noguer comú (espècie Juglans_regia).
És un oli comestible però força car, té un lleu color i una olor i gust delicat. Generalment no es fa servir per fregir perquè perd part de les seves propietats distintives i més aviat es fa servir en plats freds i salses per amanides. Té propietats antioxidants. La majoria d’aquest oli es produeix a França, però també se'n fa a Austràlia, Nova Zelanda i Califòrnia.
L’oli de nous de noguer és una bona font d'àcids grassos essencials Omega-3.

## En l’art

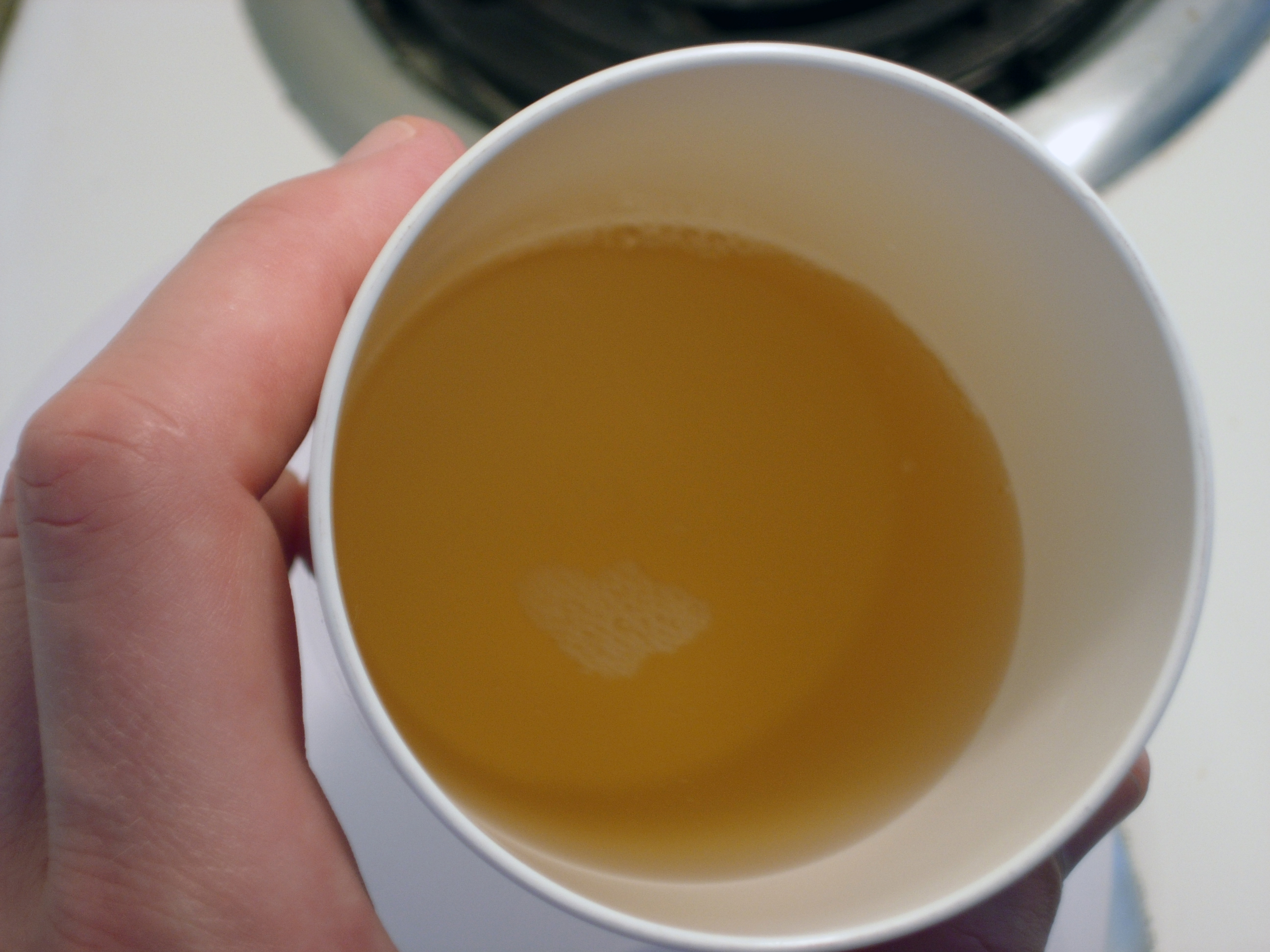
Una tassa d’oli de nous

Durant el Renaixement aquest oli es feia servir en les pintures artístiques, ja que s’asseca ràpid i a més permetia netejar els pinzells. Tanmateix l'oli de lli donava un millor acabat a la preparació de les teles.
També es fa servir en el treball de la fusta que estigui en contacte amb els aliments.